# 鹿児島市立錦江台小学校
鹿児島市立錦江台小学校（かごしましりつ きんこうだいしょうがっこう）は、鹿児島県鹿児島市錦江台一丁目にある公立小学校。

## 概要
鹿児島市の南部にある小学校であり、坂之上台地上に造成された新興住宅地である錦江台の中央部に位置している。1979年に当時全校生徒1,900名以上の大規模校となっていた鹿児島市立和田小学校から分割され設置された。
錦江台小学校の金管バンドは2005年度、2006年度、2007年度には3年連続で全日本小学校バンドフェスティバルに出場したが、2008年度は「三出制度」により小学校バンドフェスティバルに参加できなかった。「三出制度」により出場できなかった団体は全日本吹奏楽連盟の推薦により「国民文化祭・マーチング・バトントワリングの祭典」に出場できることになっており、金管バンドは第23回国民文化祭・いばらき2008に出場した。

## 沿革
- 1979年（昭和54年） - 和田小学校分離新設校として錦江台小学校が開校。
- 2006年（平成18年） - 金管バンドが全国大会に出場
- 2007年（平成19年） - 金管バンドが全国大会に出場（2年連続）
- 2008年（平成20年） - 金管バンドが全国大会に出場（3年連続）
- 2008年 - 金管バンドがねんりんピックに参加

## 通学区域
錦江台小学校の通学区域は以下の町丁が指定されている。
- 錦江台一丁目から錦江台三丁目までの全域
- 下福元町の一部
- 坂之上三丁目の全域
- 坂之上二丁目、坂之上四丁目、坂之上六丁目、坂之上八丁目の一部